# Василенко Ганна Вікторівна
Ганна Вікторівна Василенко (нар. 21 лютого 1986, Запорізька область) —  українська борчиня вільного стилю, чемпіонка світу і Європи. Незважаючи на те, що Ганна стала чемпіонкою світу, в Олімпійських іграх участі не брала тому, що категорія до 59 кг, в якій вона виступає, не входить до числа олімпійських.

## Біографія
Народилась в маленькому селі під Маріуполем. Живе і тренується в Одесі. Тренер — Грек Гнат Георгійович.
Весною 2016 року приєдналася до патріотичного флешмобу #яЛюблюСвоюКраїну, опублікувавши відеозвернення, в якому вона розповідає за що любить Україну.

## Спортивні результати на міжнародних змаганнях

### Виступи на Чемпіонатах світу
| Змагання                        | Збірна  | Вагова категорія          | Місце  |
| ------------------------------- | ------- | ------------------------- | ------ |
| Чемпіонат світу з боротьби 2009 | Україна | жіноча боротьба, до 59 кг | Бронза |
| Чемпіонат світу з боротьби 2011 | Україна | жіноча боротьба, до 59 кг | Золото |
| Чемпіонат світу з боротьби 2013 | Україна | жіноча боротьба, до 63 кг | 10     |
| Чемпіонат світу з боротьби 2014 | Україна | жіноча боротьба, до 58 кг | 16     |

### Виступи на Чемпіонатах Європи
| Змагання                         | Збірна  | Вагова категорія          | Місце  |
| -------------------------------- | ------- | ------------------------- | ------ |
| Чемпіонат Європи з боротьби 2007 | Україна | жіноча боротьба, до 63 кг | Бронза |
| Чемпіонат Європи з боротьби 2010 | Україна | жіноча боротьба, до 59 кг | 8      |
| Чемпіонат Європи з боротьби 2011 | Україна | жіноча боротьба, до 59 кг | Бронза |
| Чемпіонат Європи з боротьби 2012 | Україна | жіноча боротьба, до 59 кг | Золото |
| Чемпіонат Європи з боротьби 2013 | Україна | жіноча боротьба, до 63 кг | Бронза |
| Чемпіонат Європи з боротьби 2014 | Україна | жіноча боротьба, до 58 кг | 8      |
| Чемпіонат Європи з боротьби 2016 | Україна | жіноча боротьба, до 58 кг | Бронза |

### Виступи на Кубках світу
| Змагання                    | Збірна  | Вагова категорія          | Місце |
| --------------------------- | ------- | ------------------------- | ----- |
| Кубок світу з боротьби 2009 | Україна | жіноча боротьба, до 59 кг | 4     |
| Кубок світу з боротьби 2012 | Україна | жіноча боротьба, до 59 кг | 4     |

### Виступи на інших змаганнях
| Змагання                                        | Збірна  | Вагова категорія          | Місце  |
| ----------------------------------------------- | ------- | ------------------------- | ------ |
| Золотий Гран-прі з боротьби 2008                | Україна | жіноча боротьба, до 63 кг | Бронза |
| Золотий Гран-прі з боротьби 2010 (Красноярськ)  | Україна | жіноча боротьба, до 59 кг | Бронза |
| Золотий Гран-прі з боротьби 2010 (Баку)         | Україна | жіноча боротьба, до 59 кг | Бронза |
| Чемпіонат світу з боротьби серед студентів 2010 | Україна | жіноча боротьба, до 59 кг | Золото |
| Золотий Гран-прі з боротьби 2011 (Баку)         | Україна | жіноча боротьба, до 59 кг | 7      |
| Київський Міжнародний турнір з боротьби 2011    | Україна | жіноча боротьба, до 59 кг | Срібло |
| Золотий Гран-прі з боротьби 2012 (Красноярськ)  | Україна | жіноча боротьба, до 59 кг | Бронза |
| Золотий Гран-прі з боротьби 2012 (Баку)         | Україна | жіноча боротьба, до 59 кг | Срібло |
| Вогні Москви 2012                               | Україна | жіноча боротьба, до 63 кг | Золото |
| Гран-прі «Іван Яригін» 2013                     | Україна | жіноча боротьба, до 59 кг | 7      |
| Битва на водоспаді 2013                         | Україна | жіноча боротьба, до 63 кг | 4      |
| Літня Універсіада 2013                          | Україна | жіноча боротьба, до 63 кг | 10     |
| Золотий Гран-прі з боротьби 2013 (Баку)         | Україна | жіноча боротьба, до 59 кг | Бронза |
| Гран-прі «Іван Яригін» 2014                     | Україна | жіноча боротьба, до 58 кг | Бронза |
| Турнір Олександра Медведя 2014                  | Україна | жіноча боротьба, до 58 кг | Золото |
| Золотий Гран-прі з боротьби 2014 (Баку)         | Україна | жіноча боротьба, до 58 кг | Золото |
| Вогні Москви 2014                               | Україна | жіноча боротьба, до 58 кг | Бронза |
| Турнір Олександра Медведя 2015                  | Україна | жіноча боротьба, до 60 кг | Золото |
| Турнір Дана Колова — Николи Петрова 2015        | Україна | жіноча боротьба, до 58 кг | 8      |
| Відкритий чемпіонат Польщі з боротьби 2015      | Україна | жіноча боротьба, до 58 кг | 15     |
| Кубок Алроси 2015                               | Україна | жіноча боротьба, до 60 кг | Срібло |
| Золотий Гран-прі з боротьби 2015                | Україна | жіноча боротьба, до 60 кг | 11     |
| Турнір Дана Колова — Николи Петрова 2016        | Україна | жіноча боротьба, до 58 кг | 6      |
| Київський Міжнародний турнір з боротьби 2016    | Україна | жіноча боротьба, до 58 кг | Бронза |
| Золотий Гран-прі з боротьби 2016                | Україна | жіноча боротьба, до 58 кг | 7      |

### Виступи на змаганнях молодших вікових груп
| Змагання                                       | Збірна  | Вагова категорія          | Місце  |
| ---------------------------------------------- | ------- | ------------------------- | ------ |
| Чемпіонат Європи з боротьби серед юніорів 2005 | Україна | жіноча боротьба, до 63 кг | Золото |
| Чемпіонат світу з боротьби серед юніорів 2006  | Україна | жіноча боротьба, до 59 кг | Бронза |